# Шалкія (рудник)
Шалкія (рудник) – гірничодобувне підприємство на півдні Казахстану, яке веде розробку свинцево-цинкового родовища.
Родовище Шалкія виявили ще в 1959 (за іншими даними – 1963) році, а у 1980-му тут почалось будівництво рудника з плановою річною потужністю 3 млн тон. Воно тривало до зупинки в 1994 році, при цьому встигли пройти стовбури кількох шахт, підземні виробітки, прокласти залізну дорогу та лінію електропередачі. Попутно видобули 1,7 млн тон руди.  
В 2001-му права на родовище отримала компанія «ШалкіяЦинк», яка в 2004-му нарешті запустила рудник в роботу із вивозом продукції залізницею на Кентауську збагачувальну фабрику, розташовану за понад півтори сотні кілометрів. Станом на 2007 рік рудник вдалось вивести на річну потужність у 1,5 млн тон, проте вже наступного року через світову економічну кризу та падіння цін на метали видобуток зупинили. 
В 2014-му Шалкія потрапив під контроль державної структури «Національна гірничорудна компанія «Тау-Кен Самрук», яка намагається знову ввести його в розробку. Видобуток передбачається вести за допомогою вже існуючих автотранспортного ухилу та шахт «Головна», «Клітьова» та «Видачна», крім того, існує проект спорудження шахт «Південна» та «Вентиляційна». Обраний для родовища підземний спосіб розробки пояснюється заляганням його руд на глибинах до 860 метрів із початком зруднення від 40 до 530 метрів нижче рівня поверхні.
В 2023 році пройшов етап суспільного обговорення скоригованого проекту збагачувальної фабрики Шалкія, яка повинна мати річну потужність на рівні 4 млн тон (до того потужність фабрики планувалась у 2,5 млн тон, а очікуваний запуск – не раніше 2025 року). Також можливо відзначити, що запаси руди родовища оцінюються у понад 100 млн тон.